# Carol Borges
Carol Borges é uma quadrinista e ilustradora brasileira. Trabalha com ilustrações editoriais para livros didáticos e infanto-juvenis e é character designer de jogos e animações. Em 2018, cirou com seu marido, Filipe Remedios a tira em quadrinhos Batatinha Fantasma, que retrata de forma bem humorada a vida do casal. A tira é publicada no Instagram e, em dezembro de 2019, ganhou uma coletânea impressa intitulada Batatinha Fantasma: Amor em Quadrinhos, que reuniu mais de 100 tiras. O livro ganhou no ano seguinte o Troféu HQ Mix na categoria "Publicação de tira". Carol também participou do livro Mina de HQ, organizado pelo site de mesmo nome e lançado no final de 2020, que reuniu dezenove artistas mulheres e não-binárias com quadrinhos sobre a Pandemia de COVID-19.